# Pterocheilus schwarzi
Pterocheilus schwarzi är en stekelart som beskrevs av Gusenleitner 1994. Pterocheilus schwarzi ingår i släktet palpgetingar, och familjen Eumenidae. Inga underarter finns listade i Catalogue of Life.